# Lämmedal (naturreservat)
Lämmedal är ett naturreservat i Oskarshamns kommun i Kalmar län.
Området är naturskyddat sedan 2012 och är 72 hektar stort. Reservatet är beläget nordost om byn Lämmedal och består av äldre granskog och en stor del lövträd som asp och ek.